# Давід Мікета
Давід Мікета (чеськ. David Miketa; нар. 4 червня 1975) — колишній чеський тенісист.
Найвищу одиночну позицію світового рейтингу — 175 місце досяг 29 листопада 1999, парну — 262 місце — 11 листопада 2002 року.

## Титули на челленджерах

### Парний розряд: (2)
| Ранг | Рік  | Турнір             | Покриття | Партнер         | Суперники                      | Рахунок       |
| ---- | ---- | ------------------ | -------- | --------------- | ------------------------------ | ------------- |
| 1.   | 1999 | Брессаноне, Італія | Ґрунт    | Радован Светлік | Мануель Джоркуера Антоні Парун | 7–5, 6–4      |
| 2.   | 2001 | Прага, Чехія       | Ґрунт    | Лукаш Длоуги    | Кароль Бек Ігор Зеленай        | 6–1, 4–6, 6–3 |